# Friedrich Benedict Weber
Friedrich Benedict Weber (ur. 11 listopada 1774 r. w Lipsku; zm. 8 marca 1848 r. we Wrocławiu) – niemiecki prawnik, specjalizujący się w orzecznictwie sądowym; nauczyciel akademicki związany z uniwersytetami w Lipsku, Frankfurcie nad Odrą i we Wrocławiu.

## Życiorys
Urodził się w 1774 roku w Lipsku, gdzie spędził swoje dzieciństwo i młodość. Ukończył w 1796 prawo na Uniwersytecie Lipskim. Następnie został wykładowcą na swojej macierzystej uczelni, otrzymując stopień naukowy doktora, a potem habilitację. Ponadto uzyskał stanowisko privatdozenta oraz profesora. W 1802 roku przeprowadził się do Frankfurtu nad Odrą, gdzie został profesorem prawa na Viadrinie. Po połączeniu tej uczelni z Akademią Leopoldyńską we Wrocławiu w Uniwersytet Wrocławski został tam wykładowcą. W latach 1825–1826 piastował urząd rektora Uniwersytetu Wrocławskiego. Zmarł w 1848 roku we Wrocławiu.
Do jego najważniejszych prac należą:
- Handbuch der oekonomischen Literatur, oder systematische Kenntniß der deutschen oekonomischen Schriften, die sowohl die gesammte Land- und Hauswirthschaft als die mit derselben verbundenen Hülfs- und Nebenwissenschaften angehen, 15 tomów, Berlin/Breslau/Leipzig 1803–1842.
- Systematisches Handbuch der deutschen Landwirthschaft zum Unterricht für wissenschaftlich gebildete Leser. Abt. 1: Einleitung in das Studium der Oekonomie; Abt. 2: Einleitung in die Lehre vom Pflanzenbau im Allgemeinen, Züllichau 1804.
- Theoretisch-praktisches Handbuch der Feldwirthschaft, mit besonderer Hinsicht auf die Anwendung der englischen Wirthschaftsarten auf die deutschen, 2 tomy, Leipzig 1807.
- Ueber den Zustand der Landwirthschaft in den Preußischen Staaten und ihre Reformen, Leipzig 1808.
- Lehrbuch der politischen Oekonomie, 2 tomy, Breslau 1813.
- Theoretisch-praktisches Handbuch des gesammten Futterbaues, Leipzig 1815.
- Bemerkungen und Notizen über verschiedene Gegenstände der Landwirthschaft, gesammelt auf ökonomischen Reisen in einigen Gegenden Deutschlands 1811, 1812 und 1813, Leipzig 1815.
- Gedanken, Ansichten und Bemerkungen über Unbill und Noth und die Klagen unsrer Zeit. In national- und staatswirthschaftlicher Hinsicht. Von einem unparteiyischen Freunde der Wahrheit, Berlin 1826.
- Ueber die Cameralwissenschaft und das Cameralstudium auf Universitäten. Nebst einem Plan zu einem cameralistischen Cursus auf der Universität zu Breslau und dem Grundriß der dazugehörigen einzelnen Vorlesungen selbst, Breslau 1828.